# Adonias (filho de David)
Adonias é um personagem bíblico, filho do rei Davi.
Segundo o livro bíblico II Samuel, Adonias era o quarto filho de Davi com Hagite. De acordo com a Bíblia, Adonias tinha três irmãos mais velhos, Amnom, de Ainoã; Absalão, de Maacá e Quileabe, de Abigail. Após a morte deles, Adonias seria o herdeiro ao trono em Jerusalém, capital do antigo Israel. Após uma intriga familiar, Davi decidiu ouvir sua esposa Bate-Seba, optando por escolher Salomão para ser seu sucessor ao trono.
Sua morte foi decretada por Salomão após Adonias ter pedido para se casar com Abisague. Ele pediu para Bate-Seba fazer o pedido a Salomão, e ele recusou, dizendo que ela deveria pedir que ele desse o reino a Adonias. Quem o apoiou na tentativa de ser rei foi Joabe e Abiatar. A morte foi executada por Benaías, filho do sacerdote Jeoiada.